# ドゥアルテ・ローボ

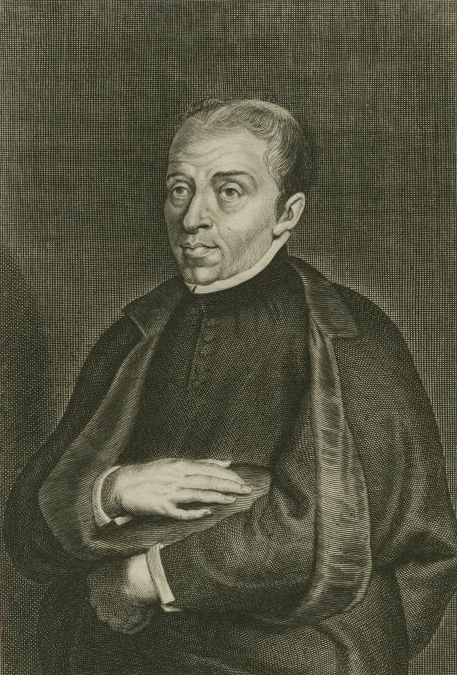
ドゥアルテ・ローボ

ドゥアルテ・ローボ（Duarte Lôbo, 1565年頃 - 1646年9月24日）はポルトガルのルネサンス音楽の作曲家。生前は著名であった。フェリペ・デ・マルガリャーンエス, マヌエル・カルドーゾ、ポルトガル王ジョアン4世と並んで、ポルトガル黄金時代の主要なポリフォニー音楽の作曲家。

## その生涯
姓名がスペインの作曲家アロンソ・ロボと紛らわしいが、ロボのつづりが Lobo であるのに対して、ローボは Lôbo のように、L の後の o にアクサンシルコンフレックスが載っている。
ローボの生涯については詳細が不明である。アルサソヴァス Alcáçovas に生まれ、エヴォラでマヌエル・メンデスに師事したことは分かっている。最初に得た地位はエヴォラ大聖堂楽長であった。1594年までにリスボン大聖堂の楽長に就任。リスボンでは Colégio da Claustra da Sé で教鞭を執り、後半生においては同地の神学校の音楽監督も勤めた。
時代的にドゥアルテ・ローボの生涯はバロック音楽の始まりと重なり合っているのに対して、ローボはルネサンスの作曲技法、とりわけパレストリーナのポリフォニーに生涯にわたって固執した。宗教音楽中心の創作で、これが当時、イタリアやドイツ、フランスの進歩的な音楽の風潮からはとり残された保守的な音楽領域だったことからすると予想どおりのことである。

## 宗教曲集
出版された6冊の宗教曲集には、ミサ曲・レスポンソリウム・アンティフォナ・マニフィカト・モテットが含まれている。こんにちでは《死者のためのミサ曲》がカルドーゾのそれと並んで復活している。